# فيليبي فلوريس
فيليبي فلوريس (بالإسبانية: Felipe Flores Chandía)‏ (9 يناير 1987 بسانتياغو في تشيلي - ) هو لاعب كرة قدم تشيلي في مركز الهجوم. شارك مع منتخب تشيلي تحت 17 سنة لكرة القدم ومنتخب تشيلي تحت 20 سنة لكرة القدم ومنتخب تشيلي لكرة القدم. أما مع النوادي، فقد لعب مع ريال مدريد وكولو-كولو ونادي أوهيجينس ونادي تيخوانا ويونيون إسبانيولا وسانتياغو مورنينغ ‏ ودورادوس سينالوا وPetroleros de Salamanca C.F.C. ‏ وديبورتيس أنتوفاغاستا ونادي كوبريلوا وريبوسيروس دي لا بيداد ‏.

## روابط خارجية
- فيليبي فلوريس على موقع قاعدة بيانات كرة القدم.إي يو (الإنجليزية)
- فيليبي فلوريس على موقع ناشيونال فوتبول تيمز (الإنجليزية)
- فيليبي فلوريس على موقع Soccerway.com (الإنجليزية)
- فيليبي فلوريس على موقع عالم كرة القدم.نت (الإنجليزية)
- فيليبي فلوريس على موقع AS.com (الإسبانية)